# Assoul
Assoul (en àrab أسول, Asūl; en amazic ⴰⵙⵓⵍ) és una comuna rural de la província de Tinghir, a la regió de Drâa-Tafilalet, al Marroc. Segons el cens de 2014 tenia una població total de 7.165 persones. Es troba a l'Alt Atles.